# Kashiwa Reysol
Maillots
Actualités
Le Kashiwa Reysol (柏レイソル) est un club japonais de football basé à Kashiwa, dans la préfecture de Chiba. Le club évolue en J.League pour la saison 2022.
Le nom du club vient de l'espagnol Roi et Soleil et souligne le fait que l'équipe est issue de Hitachi, entreprise spécialisée dans l'électronique.

## Historique
Club fondé en 1940 sous le nom de  Hitachi, Ltd. Soccer Club sous la tutelle de Hitachi à Kodaira, dans la Préfecture de Tokyo, il fait partie des 8 membres fondateurs de la Japan Soccer League en 1965. Après quelques succès au début des années 1970 (Championnat 1972, Coupe de l'Empereur 1972 et 1975), l'équipe déménage en 1986 à Kashiwa, dans la préfecture de Chiba. Les résultats du club sont alors plus mitigés, descendant même en deuxième division en 1987. L'équipe remonte en JSL en 1989 mais est de nouveau reléguée l'année suivante.
En 1992, lors de la création de la Japan Football League qui deviendra la J.League en 1998, le club est renommé Kashiwa Reysol. L'objectif de l'équipe est alors la remontée en première division avec par l'arrivée entre autres dans l'effectif de Careca. Cependant, la remontée n'est acquise qu'en 1994, avec une deuxième place de JFL. 
En 1995, l'équipe joue en J1, et l'arrivée de l'ancien sélectionneur de l'Équipe du Japon olympique de football Akira Nishino, permet au club de bons résultats, dont l'obtention de son premier titre professionnel en 1999, la Nabisco Cup. Après une décennie de résultats moyens voire décevants qui amènent deux relégations en 2005 et 2009. Le Kashiwa Reysol mené par Nelsinho Baptista devient le premier club japonais à enchaîner un titre de Seconde division en 2009 et de Première division en 2010. Il accède alors à la Coupe du monde des clubs de la FIFA 2011 qui se déroule au Japon.  
Lors du match d'ouverture, le Kashiwa Reysol bat Auckland City FC 2-0, grâce à un but de Junya Tanaka à la 37e minute et 3 minutes plus tard grâce à un but de Masato Kudo. Elle bat ensuite l'équipe du CF Monterrey aux tirs au but (1-1 après prolongation, 4-3 aux tirs au but). Leandro Domingues marque pour Kashiwa Reysol puis Humberto Suazo égalise pour Monterrey. Le Kashiwa Reysol accède aux demi-finales face au Santos FC et s'incline sur le score de 3-1.
Le club remporte en 2012 sa première Coupe de l'Empereur de l’ère professionnelle et une deuxième Nabisco Cup en 2013. Cette année voit également le club réussir son meilleur parcours continental, atteignant les demi-finales de la Ligue des champions de l'AFC.

## Palmarès et statistiques

### Palmarès
| Compétitions nationales | Compétitions internationales          |
| - Championnat du Japon (1) - Champion : 2011 - Coupe du Japon (3) - Vainqueur : 1972, 1975 et 2012 - Finaliste : 1963, 1973, 2008, 2023 - Coupe de la Ligue (2) - Vainqueur : 1999 et 2013 - Finaliste : 2020 - Supercoupe du Japon (1) - Vainqueur : 2012 - Finaliste : 2013 - Championnat du Japon de deuxième division (2) - Champion : 2010 et 2019 - Vice-champion : 2006 | - Coupe Levain (1) - Vainqueur : 2014 |

## Joueurs et personnalités du club

### Entraîneurs
Le tableau suivant présente la liste des entraîneurs du club depuis 1965.
| Rang | Nom                | Période   |
| ---- | ------------------ | --------- |
| 1    | Tokue Suzuki (ja)  | 1965      |
| 2    | Masayoshi Miyazaki | 1966      |
| 3    | Kotaro Hattori     | 1967-1969 |
| 4    | Hidetoki Takahashi | 1970-1976 |
| 5    | Takato Ebisu       | 1977-1978 |
| 6    | Mutsuhiko Nomura   | 1979-1981 |
| 7    | Yoshiki Nakamura   | 1982-1984 |
| 8    | Yoshikazu Nagaoka  | 1985-1989 |
| 9    | Hiroyuki Usui      | 1989-1992 |

| Rang | Nom                      | Période   |
| ---- | ------------------------ | --------- |
| 10   | Yoshitada Yamaguchi      | 1993      |
| 11   | Zé Sérgio (intérim)      | 1993      |
| 12   | Yoshitada Yamaguchi      | 1993      |
| 13   | Zé Sérgio                | 1994-1995 |
| 14   | Antoninho                | 1995      |
| 15   | Nicanor de Carvalho (en) | 1996-1997 |
| 16   | Akira Nishino            | 1998-2001 |
| 17   | Steve Perryman           | 2001-2002 |
| 18   | Tomoyoshi Ikeya (en)     | 2002      |

| Rang | Nom                    | Période   |
| ---- | ---------------------- | --------- |
| 19   | Marco Aurélio          | 2002-2003 |
| 20   | Tomoyoshi Ikeya (en)   | 2004      |
| 21   | Hiroshi Hayano         | 2004-2005 |
| 22   | Kazuhiko Takemoto      | 2005      |
| 23   | Nobuhiro Ishizaki      | 2006-2008 |
| 24   | Shinichiro Takahashi   | 2009      |
| 25   | Masami Ihara           | 2009      |
| 26   | Nelsinho Baptista      | 2009-2013 |
| 27   | Masami Ihara (intérim) | 2013      |

| Rang | Nom                  | Période            |
| ---- | -------------------- | ------------------ |
| 28   | Nelsinho Baptista    | 2013-2014          |
| 29   | Tatsuma Yoshida (en) | 2015               |
| 30   | Milton Mendes        | 2016               |
| 31   | Takahiro Shimotaira  | mars 2016-mai 2018 |
| 32   | Nozomu Kato          | 2018               |
| 31   | Takahiro Shimotaira  | mars 2016-mai 2018 |
| 32   | Nozomu Kato          | 2018               |
| 33   | Ken Iwase            | 2018               |
| 34   | Nelsinho Baptista    | 2019-              |

### Joueurs emblématiques
- Yōichi Doi
- Hiroki Sakai
- Keiji Tamada
- Junya Tanaka
- Hong Myung-bo
- Hwang Sun-hong
- Yoo Sang-chul
- Pavel Badea
- Hristo Stoitchkov
- Seydou Doumbia
- Careca
- Dudu Cearense
- Edílson
- Müller
- Reinaldo
- Ryuta Koike
- Hiroyuki Kiyokawa

## Bilan saison par saison
Ce tableau présente les résultats par saison de Kashiwa Reysol dans les diverses compétitions nationales et internationales depuis la saison 1995.
| Saison | Championnat | Championnat | Championnat | Championnat | Championnat | Championnat | Championnat | Championnat | Championnat | Championnat | Coupe du Japon      | Coupe de la Ligue | Supercoupe | Coupes d'Asie       | Coupe du monde  |
| Saison | Division    | Pos         | Pts         | J           | V           | N           | D           | BP          | BC          | Diff.       | Coupe du Japon      | Coupe de la Ligue | Supercoupe | Coupes d'Asie       | Coupe du monde  |
| ------ | ----------- | ----------- | ----------- | ----------- | ----------- | ----------- | ----------- | ----------- | ----------- | ----------- | ------------------- | ----------------- | ---------- | ------------------- | --------------- |
| 1995   | J1 League   | 12e         | 55          | 52          | 21          | -           | 31          | 87          | 100         | -13         | 2e tour             | -                 | -          | -                   | -               |
| 1996   | J1 League   | 5e          | 60          | 30          | 20          | -           | 10          | 67          | 52          | +15         | 4e tour             | Demi-finales      | -          | -                   | -               |
| 1997   | J1 League   | 7e          | 52          | 32          | 18          | -           | 14          | 63          | 49          | +14         | Quarts de finale    | Quarts de finale  | -          | -                   | -               |
| 1998   | J1 League   | 8e          | 47          | 34          | 18          | -           | 16          | 56          | 61          | -5          | 4e tour             | Phase de groupe   | -          | -                   | -               |
| 1999   | J1 League   | 2e          | 58          | 30          | 20          | 1           | 9           | 49          | 36          | +13         | Demi-finales        | Vainqueur         | -          | -                   | -               |
| 2000   | J1 League   | 1er         | 58          | 30          | 21          | 1           | 8           | 48          | 32          | +16         | 4e tour             | 2e tour           | -          | -                   | -               |
| 2001   | J1 League   | 6e          | 43          | 30          | 14          | 3           | 13          | 58          | 46          | +12         | 3e tour             | 2e tour           | -          | -                   | -               |
| 2002   | J1 League   | 12e         | 32          | 30          | 10          | 3           | 17          | 38          | 48          | -10         | 3e tour             | Quarts de finale  | -          | -                   | -               |
| 2003   | J1 League   | 12e         | 37          | 30          | 9           | 10          | 11          | 35          | 39          | -4          | 4e tour             | Phase de groupe   | -          | -                   | -               |
| 2004   | J1 League   | 16e         | 25          | 30          | 5           | 10          | 15          | 29          | 49          | -20         | 4e tour             | Phase de groupe   | -          | -                   | -               |
| 2005   | J1 League   | 16e         | 35          | 34          | 8           | 11          | 15          | 39          | 54          | -15         | 5e tour             | Phase de groupe   | -          | -                   | -               |
| 2006   | J2 League   | 2e          | 88          | 48          | 27          | 7           | 14          | 84          | 60          | +24         | 4e tour             | -                 | -          | -                   | -               |
| 2007   | J1 League   | 8e          | 50          | 34          | 14          | 8           | 12          | 43          | 36          | +7          | 4e tour             | Phase de groupe   | -          | -                   | -               |
| 2008   | J1 League   | 11e         | 46          | 34          | 13          | 7           | 14          | 48          | 45          | +3          | Finaliste           | Phase de groupe   | -          | -                   | -               |
| 2009   | J1 League   | 16e         | 34          | 34          | 7           | 13          | 14          | 41          | 57          | -16         | 3e tour             | Phase de groupe   | -          | -                   | -               |
| 2010   | J2 League   | 1er         | 80          | 36          | 23          | 11          | 2           | 71          | 24          | +47         | 4e tour             | -                 | -          | -                   | -               |
| 2011   | J1 League   | 1er         | 72          | 34          | 23          | 3           | 8           | 65          | 42          | +23         | 4e tour             | 1er tour          | -          | -                   | -               |
| 2012   | J1 League   | 6e          | 52          | 34          | 15          | 7           | 12          | 57          | 52          | +5          | Vainqueur           | Demi-finales      | Vainqueur  | Huitièmes de finale | Demi-finales 3e |
| 2013   | J1 League   | 10e         | 48          | 34          | 13          | 9           | 12          | 56          | 59          | -3          | Huitièmes de finale | Vainqueur         | Finaliste  | Demi-finales        | -               |
| 2014   | J1 League   | 4e          | 60          | 34          | 17          | 9           | 8           | 48          | 40          | +8          | 3e tour             | Demi-finales      | -          | -                   | -               |
| 2015   | J1 League   | 10e         | 45          | 34          | 12          | 9           | 13          | 46          | 43          | +3          | Demi-finales        | Quarts de finale  | -          | Quarts de finale    | -               |
| 2016   | J1 League   | 8e          | 54          | 34          | 15          | 9           | 10          | 52          | 44          | +8          | 4e tour             | Phase de groupe   | -          | -                   | -               |
| 2017   | J1 League   | 4e          | 62          | 34          | 18          | 8           | 8           | 49          | 33          | +16         | Demi-finales        | Phase de groupe   | -          | -                   | -               |
| 2018   | J1 League   | 17e         | 39          | 34          | 12          | 3           | 19          | 47          | 54          | -7          | 3e tour             | Demi-finales      | -          | Phase de groupe     | -               |
| 2019   | J2 League   | 1er         | 84          | 42          | 25          | 9           | 8           | 85          | 33          | +52         | 3e tour             | Phase de groupe   | -          | -                   | -               |
| 2020   | J1 League   | 7e          | 52          | 34          | 15          | 7           | 12          | 60          | 46          | +14         | -                   | Finaliste         | -          | -                   | -               |
| 2021   | J1 League   | 15e         | 41          | 38          | 12          | 5           | 21          | 37          | 56          | -19         | 3e tour             | Phase de groupe   | -          | -                   | -               |
| 2022   | J1 League   | 7e          | 47          | 34          | 13          | 8           | 13          | 43          | 44          | -1          | 4e tour             | Phase de groupe   | -          | -                   | -               |
| 2023   | J1 League   | 17e         | 33          | 34          | 6           | 15          | 13          | 33          | 47          | -14         | Finaliste           | Phase de groupe   | -          | -                   | -               |
| 2024   | J1 League   | 17e         | 41          | 38          | 9           | 14          | 15          | 39          | 51          | -12         | 4e tour             | Tour éliminatoire | -          | -                   | -               |
| Saison | Division    | Pos         | Pts         | J           | V           | N           | D           | BP          | BC          | Diff.       | Coupe du Japon      | Coupe de la Ligue | Supercoupe | Coupes d'Asie       | Coupe du monde  |
| Saison | Championnat |             |             |             |             |             |             |             |             |             | Coupe du Japon      | Coupe de la Ligue | Supercoupe | Coupes d'Asie       | Coupe du monde  |

## Rivalités et supporters
L'établissement du club dans la préfecture de Chiba, a engendré une certaine rivalité avec l'autre club du département, le JEF United Chiba basé à Ichihara, au sud de Kashiwa.
La base supportariale du Kashiwa Reysol est principalement situé dans la zone du Tokatsu, qui englobe le Nord-Est de la préfecture de Chiba. Cette zone, centrée sur Kashiwa, regroupe avec cette dernière les villes de Nagareyama, Abiko, Noda, Matsudo, Kamagaya, Shiroi et Inzai, ce qui représente environ 1 500 000 personnes.